# Дзабирадзе, Давид Бегларович
Давид Бегларович Дзабирадзе (1913 год, Шорапанский уезд, Кутаисская губерния, Российская империя — дата смерти неизвестна, Грузинская ССР) — грузинский советский государственный деятель, председатель исполнительного комитета Зестафонского районного Совета депутатов трудящихся Грузинской ССР. Герой Социалистического Труда (1949).

## Биография
Родился в 1913 году в крестьянской семье в одном из сельских населённых пунктов Шаропанского уезда. Получил высшее образование. В послевоенные годы был председателем Зестафонского райисполкома. Занимался развитием виноградарства в Зестафонском районе. Благодаря его деятельности виноградарские хозяйства Зестафонского района в 1948 году перевыполнили районный план по сбору винограда на 32,2 %.
Указом Президиума Верховного Совета СССР от 9 августа 1949 года удостоена звания Героя Социалистического Труда за «получение высоких урожаев винограда на поливных виноградниках в 1948 году» с вручением ордена Ленина и золотой медали «Серп и Молот».
Этим же Указом были награждены первый секретарь Зестафонского райкома партии Сергей Викторович Сакварелидзе, заведующий отделом сельского хозяйства Зестафонского района Андрей Иосифович Гиоргадзе, главный районный агроном Михаил Ираклиевич Церцвадзе и 27 тружеников различных виноградарских хозяйств Зестафонского района.
В 1968 году вышел на пенсию. Персональный пенсионер союзного значения. Дата смерти не установлена.